# 周来友
周 来友（しゅう らいゆう、1963年7月5日 - ）は、中華人民共和国浙江省紹興市出身のジャーナリスト、日本の外国人タレント。東京都在住。
テレビのトーク番組やバラエティ番組に「トラブル孫悟空」という肩書でパネラーとして登場していた。

## 略歴
1978年1月9日、北京市に移住。1987年3月21日に私費留学生として訪日。官庁・司法・放送通訳を経た後、2008年7月1日に、翻訳やタレントのキャスティングなどを行う会社を設立した。

## 出演番組

### レギュラー・準レギュラー
- なかよしテレビ（フジテレビ） - 中国人代表団の一員
- 日経スペシャル 未来世紀ジパング〜沸騰現場の経済学〜（テレビ東京） - ゲストパネラーとして不定期出演
- ニッポン・ダンディ（東京メトロポリタンテレビジョン） - 金曜海外ダンディとしてほぼ毎週出演
- 好きか嫌いか言う時間 - 外国人出演者として出演

### 単発
- たかじんNOマネー〜人生は金時なり〜（テレビ大阪）
- みのもんたの朝ズバッ!（TBSテレビ）
- ビートたけしのTVタックル（テレビ朝日）

## エッセイ・随筆
- 「月はどっちに出ている」
- 「ふみの日の出来事」
- 「ジャパニーズドリーム」
- 「プラットホームの風景」
- 「焼き芋」